# Anhelina Kalinina
Anhelina Serhijivna Kalinina (ukrainsk: Ангеліна Сергіївна Калініна, født 7. februar 1997 i Nova Kakhovka, Ukraine) er en professionel tennisspiller fra Ukraine.